# Radina Borșoș
Radina Miroslavova Borșoș (în bulgară Радина Мирославова Боршош; n. 31 decembrie 1997, Sofia, Bulgaria) este o actriță bulgară de teatru, film și televiziune.
Ea este cel mai cunoscută pentru interpretarea unor roluri ca: Ania în scurtmetrajul bulgăresc Solveig (2015), Iva în filmul dramatic bulgăresc Maimuța (2016), Desi în sitcomul bulgăresc Noi, ai noștri și ai voștri (2017), împărăteasa Fausta în serialul TV documentar britanic Eight Years That Made Rome (Roma a fost construită în opt zile, 2017), Sonia în Atracție (2018), Raia Bojinova în Strawberry Moon (2020) și Heaven în Paradisul lui Dante (2021, regia Dimitar Radev). În 2025 a apărut ca Petra în filmul bulgaro-britanic SF thriller regizat de Ben Charles Edwards The Wheels of Heaven (Roțile Raiului sau în limba bulgară Дяволски игри, Jocurile Diavolului).
Borșoș este cunoscută și pentru că a dublat în limba bulgară vocea personajului Aurora din filmul Disney Maleficent: Suverana Răului (2019).

## Biografie
Radina Borșoș s-a născut la 31 decembrie 1997, în Sofia, Bulgaria. Este fiica politicianului bulgar Miroslav Borșoș și a jurnalistei TV Iskra Vladimirova. În 2020, a absolvit Academia Națională de Teatru și Cinematografie la ultima clasă la care a predat Stefan Danailov⁠(d), cu o licență în teatru dramatic.
Borșoș face parte din trupa de actorie a Teatrului Național Ivan Vazov. Printre spectacolele sale de teatru se numără The Little Foxes (Vulpile) de Lillian Hellman⁠(d), Trei femei înalte de Edward Albee, Când cade fulgerul, ecoul se estompează de Peio Iavorov, Duel, Oh, tu oricine ai fi... și Un ținut nou de Ivan Vazov și Furtuna de William Shakespeare, în regia lui Robert Wilson.
În 2013, a debutat în film în serialul TV bulgăresc Nedadenite (Недадените), produs de tatăl ei, Miroslav Borșoș, într-un rol minor (colega de clasă a Lisei) în episodul 8.
Ulterior, a apărut în alte filme și seriale TV, inclusiv Solveig, Maimuța, Noi, ai noștri și ai voștri, Atracție, Luna căpșunilor și Raiul lui Dante.
Borșoș este cunoscută și pentru că a dublat în limba bulgară vocea personajului Aurora din filmul Disney Maleficent: Suverana Răului (2019).
Ea a jucat rolul principal în serialul dramatic Aleea celebrităților (Алея на славата), difuzat pe Nova TV.

## Teatru
În toamna anului 2016, Borșoș a debutat pe scenă cu rolul Jane în producția Mary Poppins (Мери Попинз) de Pamela Travers în regia Anastasiei Sabeva (Анастасия Събева).
În toamna anului 2017, primul ei rol pe scena Teatrului Național Ivan Vazov a fost cel al Alexandrei în piesa Vulpile de Lillian Hellman, în regia Binei Haralampieva.
Din 10 iulie 2020 face parte din trupa Teatrului Național Ivan Vazov, unde a jucat în producțiile Trei femei înalte de Edward Albee, Când cade fulgerul, cum se estompează ecoul de Peio Iavorov, Duel, Oh, tu oricine ai fi... și Un ținut nou de Ivan Vazov, Furtuna de William Shakespeare, în regia lui Robert Wilson și O viață minunată de Nikolai Erdman, în regia lui Alexander Morfov.
În noiembrie 2023 a jucat la Teatrul 199 din Sofia rolul copilului în piesa Oscar și Tanti Roz de Éric-Emmanuel Schmitt.

## Filmografie
| An   | Titlu                                                                         | Rol                     | Note                                                          |
| ---- | ----------------------------------------------------------------------------- | ----------------------- | ------------------------------------------------------------- |
| 2013 | Nedadenite (Недадените⁠(d)                                                     | colega de clasă a Lisei | serial TV; 1 episod                                           |
| 2015 | Solveig (Солвейг⁠(d)                                                           | Ania                    | film de scurtmetraj                                           |
| 2016 | Maimuța (Маймуна⁠(d)                                                           | Iva                     | film de lungmetraj                                            |
| 2017 | Noi, ai noștri și ai voștri (Ние, нашите и вашите⁠(d)                          | Despina "Desi"          | serial TV; 24 episoade                                        |
| 2017 | Roma a fost construită în opt zile (Eight Days That Made Rome)                | Fausta                  | serial TV documentar; episodul 8, denumit The Rebirth of Rome |
| 2018 | Atracție (Привличане⁠(d)                                                       | Sonia                   | film de lungmetraj                                            |
| 2019 | Maleficent: Suverana Răului                                                   | Prințesa Aurora         | Rol de voce; dublaj în limba bulgară                          |
| 2020 | Luna căpșunilor (Ягодова луна⁠(d)                                              | Raya Bozhinova          | serial TV; 12 episoade                                        |
| 2021 | Paradisul lui Dante ([[{{{2}}}\|Рая на Данте]]⁠(bg)[traduceți])                | Raya (Heaven)           | film de lungmetraj                                            |
| 2023 | Aleea celebrităților ([[{{{2}}}\|Алея на славата]]⁠(bg)[traduceți])            | Allie                   | serial TV; 39 episoade                                        |
| 2025 | The Wheels of Heaven (Roțile Raiului) sau Дяволски игри (Jocurile Diavolului) | Petra                   |                                                               |

## Viața personală
Radina Borșoș este căsătorită cu fotograful Vladimir Tomașevici din iunie 2023.